# Cornelis van Steenwijck

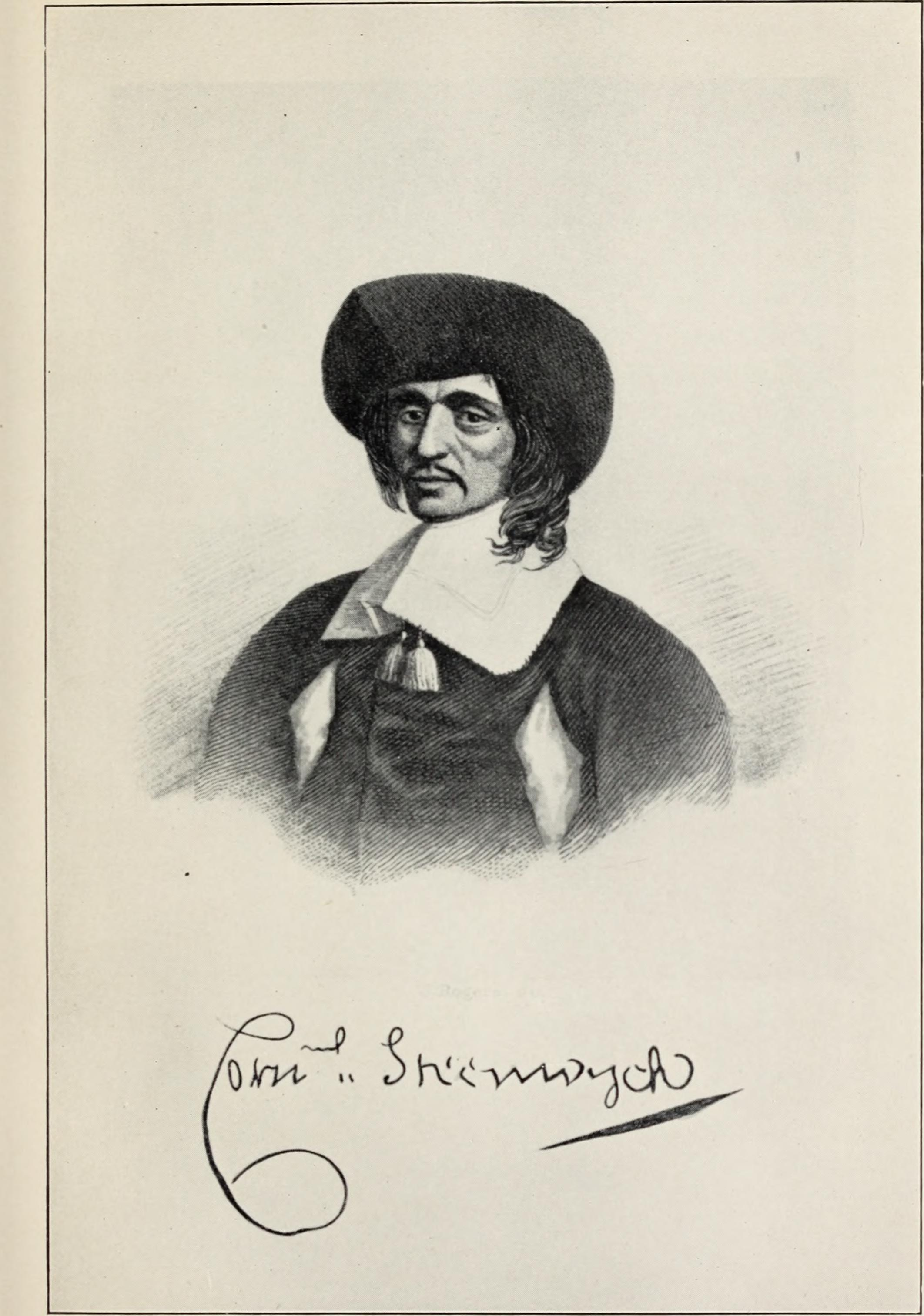
Portret van Cornelis van Steenwijck

Cornelis Jacobsz van Steenwijck (Haarlem, 16 maart 1626 - New York, 21 november 1684) was een Nederlandse handelaar die onder de Engelsen tweemaal burgemeester van New York was.
Van Steenwijck was een rijke handelaar in Nieuw Amsterdam toen Nieuw-Nederland in 1664 in handen van de Engelsen kwam. Hij bleef en was van 1668 tot 1671 en van 1682 tot 1684 burgemeester van New York. Ook was hij in 1676 uit naam van de Republiek der Zeven Verenigde Nederlanden door de West-Indische Compagnie benoemd tot gouverneur van Acadië. De republiek had dat gebied op dat moment echter helemaal niet meer in bezit.
- International Standard Name Identifier: 0000 0003 5925 2010
- Library of Congress Control Number: no2011171446
- Virtual International Authority File: 217053639
- WorldCat: E39PBJdWHr7BJQGcTJkVdB8pyd